# Emílio Wiedmann
Henrique Ricardo Emílio Wiedmann (Hanau, 27 de julho de 1829 - Porto Alegre, março de 1907) foi um litógrafo e comerciante teuto-brasileiro.
Wiedmann provavelmente fez sua formação profissional artística na Alemanha. Chegou ao Brasil em 1851 como mercenário de um batalhão militar engajado na luta contra Juan Manuel de Rosas. Após os combates, radicou-se em Porto Alegre, capital do Rio Grande do Sul. Em 1855 adquiriu a oficina litográfica de Raymundo da Motta, situada na Rua do Ouvidor. Pouco depois transferiu-se para instalações bem mais espaçosas e equipadas na mesma rua, batizando a empresa de Litografia Imperial.
Desenhava e imprimia retratos, cenas, anúncios comerciais, caricaturas e outras peças. Em torno de 1868 associou à empresa seu filho Luís, passando a denominar-se Emilio Wiedmann & Filho, mudando-se para outro endereço na Rua da Praia, nº 365, onde dispunha de instalações ainda maiores. Ampliou seu mercado passando a imprimir periódicos, mapas e plantas arquitetônicas, encadernar e vender livros, editar partituras musicais e oferecer serviços de tipografia, além de imprimir litografias de outros artistas sob encomenda. Em 1890 outro filho, Carlos, assumiu o gerenciamento da empresa, mudando outra vez sua razão social para Emílio Wiedmann & Filhos. Permaneceu em atividade até cerca de 1925, sofrendo neste longo intervalo várias recomposições em seu quadro de sócios.
Considerado por Athos Damasceno um dos principais litógrafos do estado no século XIX, era artista talentoso e de técnica refinada, ganhou prêmios e participou de juris em exposições, fazendo renome. Seus filhos Luís e Carlos também foram artistas de mérito superior. A empresa que administraram tornou-se uma das mais tradicionais do estado e manteve-se em primeiro plano a despeito de uma concorrência sempre crescente, deixando uma importante marca na história das artes gráficas rio-grandenses em um período em que o campo artístico era muito limitado, contribuindo para sua expansão. Ali receberam sua formação ou foram colaboradores outros artistas gráficos de destaque, como João Petersen, Hugo Bergamini, Augusto Lanzac von Chanac, Francisco Xavier da Costa e Inácio Weingärtner.